# Сењаковце
Сењаковце (слч. Seniakovce) насељено је мјесто са административним статусом сеоске општине (слч. obec) у округу Прешов, у Прешовском крају, Словачка Република.

## Становништво
| Година:    | 1994. | 2004.    | 2014.    | 2024.    |
| ---------- | ----- | -------- | -------- | -------- |
| Број људи: | 101   | 121      | 135      | 187      |
| Разлика:   |       | +19,80 % | +11,57 % | +38,51 % |

| Година:    | 2023. | 2024.   |
| ---------- | ----- | ------- |
| Број људи: | 175   | 187     |
| Разлика:   |       | +6,85 % |

Према подацима о броју становника из 2024. године насеље је имало 187 становника.